# The Mrs. Carter Show World Tour
The Mrs. Carter Show World Tour è stato il quinto tour di concerti della cantautrice statunitense Beyoncé, a supporto dei suoi quarto e quinto album in studio, 4 e Beyoncé.
Il nome del tour fa riferimento al matrimonio della cantante con il rapper connazionale Jay-Z.

## Informazioni
Il tour e il relativo nome furono annunciati subito dopo la performance della cantante all'Halftime Show del Super Bowl XLVII il 3 febbraio 2013, anche se il poster ufficiale del tour era già stato mostrato prima della performance dal sito di Live Nation.

## Costumi

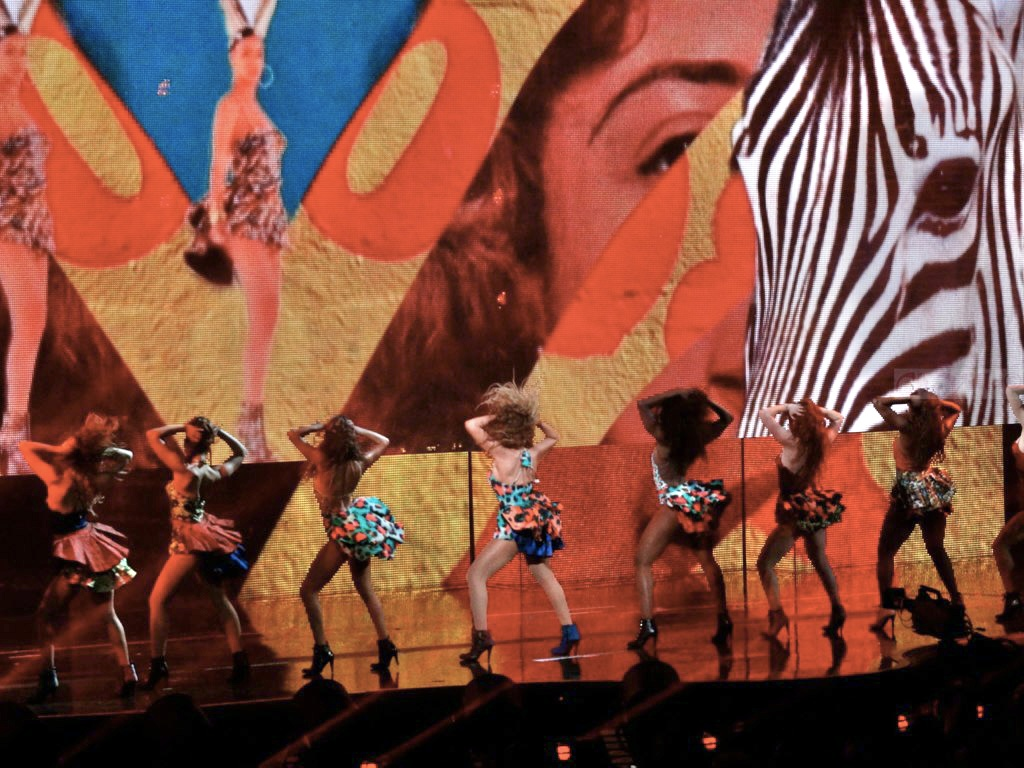
Beyoncé mentre si esibisce a Montréal con Grown Woman

Beyoncé, per i costumi di scena, ha lavorato con molteplici stilisti, tra cui: Peter Dundas di Emilio Pucci, Riccardo Tisci di Givenchy, The Blonds, Julien MacDonald, Dean e Dan Caten, Ralph and Russo, David Koma, Alon Livné, Versace, Vrettos Vrettakos, e alcuni stilisti della casa di moda Kenzō che hanno realizzato il costume per l'esibizione del brano Grown Woman.

## Successo commerciale
Le date di Los Angeles, Las Vegas, San Jose, Miami, Dallas, Charlotte, Houston, Chicago, Detroit, Boston, Washington e Brooklyn registrarono il tutto esaurito pochi minuti dopo essere stati annunciate.
A causa dell'alta richiesta, più di 113 000 persone, fu aggiunta anche un'altra data allo show di Amsterdam, una seconda a quella di Anversa, due a quelle di Londra e una terza a quelle di Manchester. 
In Nord America date extra furono aggiunte per gli show a Washington, Los Angeles e New York.
Subito dopo la messa in vendita, le date di Londra registrarono il sold-out in tre minuti, anche se raccolsero molte critiche per le strategie di vendita adottate da siti come eBay che, comprati i biglietti dal venditore originale a 55-85 sterline, li misero di nuovo in vendita a duemila.
Le vendite generali dei biglietti per Rock in Rio sono iniziate il 4 aprile 2013; in due ore sono stati venduti tutti i 65.000 biglietti, mentre altri 20.000 erano stati venduti con le prevendite.

## Scaletta

### 2013
Questa è la scaletta rappresentativa della data di San Jose. Non rappresenta perciò l'intero tour.
1. Run the World (Girls)
2. End of Time
3. Flaws and All
4. If I Were a Boy / Bitter Sweet Symphony
5. Get Me Bodied / Baby Boy
6. Diva
7. Naughty Girl
8. Party
9. Freakum Dress
10. Standing on the Sun
11. I Care
12. I Miss You
13. Schoolin' Life
14. Why Don't You Love Me
15. 1+1
16. Irreplaceable
17. Love on Top
18. Survivor
19. Crazy in Love
20. Single Ladies (Put a Ring on It) / Movin' on Up
21. Grown Woman

Encore
1. I Will Always Love You / Halo

### 2014
Questa scaletta è rappresentativa del primo spettacolo a Londra nel 2014. Non rappresenta perciò l'intero tour..
1. Run the World (Girls)
2. Bow Down / Flawless / Yoncé
3. Get Me Bodied
4. Baby Boy
5. Diva
6. Naughty Girl
7. Blow
8. Partition
9. Haunted
10. Drunk in Love
11. 1+1
12. Why Don't You Love Me
13. Irreplaceable
14. Love on Top
15. Crazy in Love
16. Single Ladies (Put a Ring on It)
17. I Will Always Love You / Heaven
18. XO

Encore
1. Halo

## Artisti d'apertura
La seguente lista rappresenta il numero correlato agli artisti d'apertura nella tabella delle date del tour.
- Franka Batelić = 1
- Eva Simons = 2
- Luke James = 3
- Lido = 4
- Melanie Fiona = 5
- DJ Kika = 6
- Calma Carmona = 7
- Stan Walker = 8
- Iggy Azalea = 9
- Monsieur Adi = 10
- Sam Bailey = 11

## Date
| Data              | Città               | Stato         | Luogo                               | Artisti d'apertura | Biglietti (venduti / disponibili) | Incasso      |
| Europa            | Europa              | Europa        | Europa                              | Europa             | Europa                            | Europa       |
| ----------------- | ------------------- | ------------- | ----------------------------------- | ------------------ | --------------------------------- | ------------ |
| 15 aprile 2013    | Belgrado            | Serbia        | Kombank Arena                       | N.D.               | 16.719 / 16.719                   | $834.621     |
| 17 aprile 2013    | Zagabria            | Croazia       | Arena Zagreb                        | 1                  | 16.920 / 16.920                   | $932.089     |
| 19 aprile 2013    | Bratislava          | Slovacchia    | Ondrej Nepela Arena                 | N.D.               | 8.770 / 8.770                     | $1.163.637   |
| 21 aprile 2013    | Amsterdam           | Paesi Bassi   | Ziggo Dome                          | 2                  | 30.897 / 31.600                   | $2.559.806   |
| 22 aprile 2013    | Amsterdam           | Paesi Bassi   | Ziggo Dome                          | 2                  | 30.897 / 31.600                   | $2.559.806   |
| 24 aprile 2013    | Parigi              | Francia       | Palazzo dello Sport di Parigi-Bercy | 3                  | 30.764 / 30.866                   | $2.338.754   |
| 25 aprile 2013    | Parigi              | Francia       | Palazzo dello Sport di Parigi-Bercy | 3                  | 30.764 / 30.866                   | $2.338.754   |
| 26 aprile 2013    | Birmingham          | Regno Unito   | LG Arena                            | 3                  | 29.046 / 29.450                   | $2.952.937   |
| 27 aprile 2013    | Birmingham          | Regno Unito   | LG Arena                            | 3                  | 29.046 / 29.450                   | $2.952.937   |
| 29 aprile 2013    | Londra              | Regno Unito   | The O2 Arena                        | 3                  | 97.082 / 98.212                   | $9.733.780   |
| 30 aprile 2013    | Londra              | Regno Unito   | The O2 Arena                        | 3                  | 97.082 / 98.212                   | $9.733.780   |
| 1º maggio 2013    | Londra              | Regno Unito   | The O2 Arena                        | 3                  | 97.082 / 98.212                   | $9.733.780   |
| 3 maggio 2013     | Londra              | Regno Unito   | The O2 Arena                        | 3                  | 97.082 / 98.212                   | $9.733.780   |
| 4 maggio 2013     | Londra              | Regno Unito   | The O2 Arena                        | 3                  | 97.082 / 98.212                   | $9.733.780   |
| 5 maggio 2013     | Londra              | Regno Unito   | The O2 Arena                        | 3                  | 97.082 / 98.212                   | $9.733.780   |
| 7 maggio 2013     | Manchester          | Regno Unito   | Manchester Arena                    | 3                  | 44.739 / 45.064                   | $4.650.150   |
| 8 maggio 2013     | Manchester          | Regno Unito   | Manchester Arena                    | 3                  | 44.739 / 45.064                   | $4.650.150   |
| 9 maggio 2013     | Manchester          | Regno Unito   | Manchester Arena                    | 3                  | 44.739 / 45.064                   | $4.650.150   |
| 11 maggio 2013    | Dublino             | Irlanda       | 3Arena                              | 3                  | 25.536 / 25.536                   | $2.752.927   |
| 12 maggio 2013    | Dublino             | Irlanda       | 3Arena                              | 3                  | 25.536 / 25.536                   | $2.752.927   |
| 15 maggio 2013    | Anversa             | Belgio        | Sportpaleis                         | 3                  | 34.785 / 34.793                   | $2.927.440   |
| 17 maggio 2013    | Zurigo              | Svizzera      | Hallenstadion                       | 3                  | 13.000 / 13.000                   | $1.154.980   |
| 18 maggio 2013    | Assago              | Italia        | Mediolanum Forum                    | 3                  | 9.964 / 9.964                     | $882.241     |
| 20 maggio 2013    | Montpellier         | Francia       | Park&Suites Arena                   | 3                  | 11.993 / 11.993                   | $1.212.031   |
| 22 maggio 2013    | Monaco di Baviera   | Germania      | Olympiahalle                        | 3                  | 11.857 / 11.857                   | $981.667     |
| 23 maggio 2013    | Berlino             | Germania      | O2 World Berlin                     | 3                  | 27.632 / 27.632                   | $2.015.780   |
| 24 maggio 2013    | Berlino             | Germania      | O2 World Berlin                     | 3                  | 27.632 / 27.632                   | $2.015.780   |
| 25 maggio 2013    | Varsavia            | Polonia       | Stadio nazionale di Varsavia        | 3                  | 49.034 / 49.034                   | $3.651.304   |
| 27 maggio 2013    | Copenaghen          | Danimarca     | Forum Copenaghen                    | 3                  | 9.890 / 9.890                     | $1.052.082   |
| 28 maggio 2013    | Bærum               | Norvegia      | Telenor Arena                       | 4                  | 21.989 / 21.989                   | $2.204.442   |
| 29 maggio 2013    | Stoccolma           | Svezia        | Ericsson Globe                      | 3                  | 13.934 / 13.934                   | $1.318.690   |
| 31 maggio 2013    | Anversa             | Belgio        | Sportpaleis                         | 3                  | [ 29 ]                            | [ 29 ]       |
| 1º giugno 2013    | Londra              | Regno Unito   | Stadio di Twickenham                | N.D.               | 45.060 / 45.060                   | $5.132.599   |
| Nord America      |                     |               |                                     |                    |                                   |              |
| 28 giugno 2013    | Los Angeles         | Stati Uniti   | Staples Center                      | 5                  | 27.760 / 27.760                   | $3.372.714   |
| 29 giugno 2013    | Las Vegas           | Stati Uniti   | MGM Grand Garden Arena              | 3                  | 12.913 / 12.913                   | $1.856.203   |
| 1º luglio 2013    | Los Angeles         | Stati Uniti   | Staples Center                      | 3                  | [ 34 ]                            | [ 34 ]       |
| 2 luglio 2013     | San Jose            | Stati Uniti   | SAP Center                          | 3                  | 12.304 / 12.304                   | $1.414.075   |
| 5 luglio 2013     | Oklahoma City       | Stati Uniti   | Chesapeake Energy Arena             | 3                  | 11.746 / 11.746                   | $1.277.715   |
| 6 luglio 2013     | Dallas              | Stati Uniti   | American Airlines Center            | 3                  | 13.758 / 13.758                   | $1.427.075   |
| 7 luglio 2013     | New Orleans         | Stati Uniti   | Mercedes-Benz Superdome             | N.D.               | 38.441 / 38.441                   | $5.766.150   |
| 9 luglio 2013     | Sunrise             | Stati Uniti   | BB&T Center                         | 3                  | 12.269 / 12.269                   | $1.328.330   |
| 10 luglio 2013    | Miami               | Stati Uniti   | American Airlines Arena             | 3                  | 13.323 / 13.323                   | $1.444.290   |
| 12 luglio 2013    | Duluth              | Stati Uniti   | The Arena at Gwinnett Center        | 3                  | 10.662 / 10.662                   | $1.089.710   |
| 13 luglio 2013    | Nashville           | Stati Uniti   | Bridgestone Arena                   | 3                  | 14.233 / 14.233                   | $1.399.640   |
| 15 luglio 2013    | Houston             | Stati Uniti   | Toyota Center                       | 3                  | 11.935 / 11.935                   | $1.320.925   |
| 17 luglio 2013    | Chicago             | Stati Uniti   | United Center                       | 3                  | 14.154 / 14.154                   | $1.688.865   |
| 18 luglio 2013    | Saint Paul          | Stati Uniti   | Xcel Energy Center                  | 3                  | 14.187 / 14.187                   | $1.349.130   |
| 20 luglio 2013    | Auburn Hills        | Stati Uniti   | The Palace of Auburn Hills          | 3                  | 13.901 / 13.901                   | $1.414.609   |
| 21 luglio 2013    | Toronto             | Canada        | Air Canada Centre                   | 3                  | 14.610 / 14.610                   | $1.690.500   |
| 22 luglio 2013    | Montréal            | Canada        | Centre Bell                         | 3                  | 14.609 / 14.609                   | $1.570.565   |
| 23 luglio 2013    | Boston              | Stati Uniti   | TD Garden                           | 3                  | 12.911 / 12.911                   | $1.574.130   |
| 25 luglio 2013    | Filadelfia          | Stati Uniti   | Wells Fargo Center                  | 3                  | 14.671 / 14.671                   | $1.491.320   |
| 26 luglio 2013    | Atlantic City       | Stati Uniti   | Boardwalk Hall                      | 3                  | 12.788 / 12.788                   | $1.646.832   |
| 27 luglio 2013    | Charlotte           | Stati Uniti   | Time Warner Cable Arena             | 3                  | 14.355 / 14.355                   | $1.393.108   |
| 29 luglio 2013    | Washington          | Stati Uniti   | Verizon Center                      | 3                  | 27.133 / 27.133                   | $3.110.937   |
| 30 luglio 2013    | Washington          | Stati Uniti   | Verizon Center                      | 3                  | 27.133 / 27.133                   | $3.110.937   |
| 31 luglio 2013    | East Rutherford     | Stati Uniti   | Izod Center                         | 3                  | 14.264 / 14.264                   | $1.598.000   |
| 2 agosto 2013     | Uncasville          | Stati Uniti   | Mohegan Sun Arena                   | 3                  | 7.473 / 7.473                     | $702.825     |
| 3 agosto 2013     | Brooklyn            | Stati Uniti   | Barclays Center                     | 3                  | 41.907 / 41.907                   | $5.357.970   |
| 4 agosto 2013     | Brooklyn            | Stati Uniti   | Barclays Center                     | 3                  | 41.907 / 41.907                   | $5.357.970   |
| 5 agosto 2013     | Brooklyn            | Stati Uniti   | Barclays Center                     | 3                  | 41.907 / 41.907                   | $5.357.970   |
| Europa            |                     |               |                                     |                    |                                   |              |
| 17 agosto 2013    | Chelmsford          | Regno Unito   | Hylands Park                        | N.D.               | N.D.                              | N.D.         |
| 18 agosto 2013    | Weston-under-Lizard | Regno Unito   | Weston Park                         | N.D.               | N.D.                              | N.D.         |
| Nord America      |                     |               |                                     |                    |                                   |              |
| 31 agosto 2013    | Filadelfia          | Stati Uniti   | Benjamin Franklin Parkway           | N.D.               | N.D.                              | N.D.         |
| Sud America       |                     |               |                                     |                    |                                   |              |
| 8 settembre 2013  | Fortaleza           | Brasile       | Stadio Placido Castelo              | N.D.               | 27.847 / 40.000                   | $2.563.750   |
| 11 settembre 2013 | Belo Horizonte      | Brasile       | Stadio Magalhães Pinto              | N.D.               | 22.023 / 40.000                   | $1.986.730   |
| 13 settembre 2013 | Rio de Janeiro      | Brasile       | Parco degli Atleti                  | N.D.               | N.D.                              | N.D.         |
| 15 settembre 2013 | San Paolo           | Brasile       | Stadio Morumbi                      | N.D.               | 37.346 / 50.000                   | $3.415.660   |
| 17 settembre 2013 | Brasilia            | Brasile       | Stadio nazionale                    | N.D.               | 36.284 / 40.000                   | $2.444.810   |
| 20 settembre 2013 | Caracas             | Venezuela     | Stadio della USB                    | 6                  | 9.406 / 12.000                    | $4.737.070   |
| 22 settembre 2013 | Medellín            | Colombia      | Stadio Atanasio Girardot            | N.D.               | 43.000 / 43.000                   | $822.500     |
| Nord America      |                     |               |                                     |                    |                                   |              |
| 24 settembre 2013 | Monterrey           | Messico       | Arena Monterrey                     | N.D.               | 11.810 / 11.810                   | $986.466     |
| 26 settembre 2013 | Città del Messico   | Messico       | Palacio de los Deportes             | N.D.               | 19.027 / 19.107                   | $1.858.905   |
| Centro America    |                     |               |                                     |                    |                                   |              |
| 28 settembre 2013 | San Juan            | Porto Rico    | Coliseo di Porto Rico               | 7                  | 14.358 / 14.358                   | $1.801.378   |
| Oceania           |                     |               |                                     |                    |                                   |              |
| 16 ottobre 2013   | Auckland            | Nuova Zelanda | Vector Arena                        | 8                  | 44.760 / 47.200                   | $6.748.371   |
| 17 ottobre 2013   | Auckland            | Nuova Zelanda | Vector Arena                        | 8                  | 44.760 / 47.200                   | $6.748.371   |
| 18 ottobre 2013   | Auckland            | Nuova Zelanda | Vector Arena                        | 8                  | 44.760 / 47.200                   | $6.748.371   |
| 19 ottobre 2013   | Auckland            | Nuova Zelanda | Vector Arena                        | 8                  | 44.760 / 47.200                   | $6.748.371   |
| 22 ottobre 2013   | Melbourne           | Australia     | Rod Laver Arena                     | 9                  | 47.320 / 47.320                   | $7.890.660   |
| 23 ottobre 2013   | Melbourne           | Australia     | Rod Laver Arena                     | 9                  | 47.320 / 47.320                   | $7.890.660   |
| 25 ottobre 2013   | Melbourne           | Australia     | Rod Laver Arena                     | 9                  | 47.320 / 47.320                   | $7.890.660   |
| 26 ottobre 2013   | Melbourne           | Australia     | Rod Laver Arena                     | 9                  | 47.320 / 47.320                   | $7.890.660   |
| 28 ottobre 2013   | Brisbane            | Australia     | Brisbane Entertainment Centre       | 9                  | 22.214 / 22.536                   | $3.815.980   |
| 29 ottobre 2013   | Brisbane            | Australia     | Brisbane Entertainment Centre       | 9                  | 22.214 / 22.536                   | $3.815.980   |
| 31 ottobre 2013   | Sydney              | Australia     | Allphones Arena                     | 8                  | 56.822 / 56.822                   | $9.422.280   |
| 1º novembre 2013  | Sydney              | Australia     | Allphones Arena                     | 8                  | 56.822 / 56.822                   | $9.422.280   |
| 2 novembre 2013   | Sydney              | Australia     | Allphones Arena                     | 8                  | 56.822 / 56.822                   | $9.422.280   |
| 3 novembre 2013   | Sydney              | Australia     | Allphones Arena                     | 9                  | 56.822 / 56.822                   | $9.422.280   |
| 5 novembre 2013   | Adelaide            | Australia     | Adelaide Entertainment Centre       | 9                  | 15.330 / 15.330                   | $2.697.390   |
| 6 novembre 2013   | Adelaide            | Australia     | Adelaide Entertainment Centre       | 9                  | 15.330 / 15.330                   | $2.697.390   |
| 8 novembre 2013   | Perth               | Australia     | Perth Arena                         | 8                  | 29.356 / 29.356                   | $4.994.010   |
| 9 novembre 2013   | Perth               | Australia     | Perth Arena                         | 8                  | 29.356 / 29.356                   | $4.994.010   |
| Nord America      |                     |               |                                     |                    |                                   |              |
| 30 novembre 2013  | Vancouver           | Canada        | Rogers Arena                        | 3                  | 13.590 / 13.590                   | $1.721.804   |
| 2 dicembre 2013   | San Jose            | Stati Uniti   | SAP Center                          | 3                  | 11.972 / 12.618                   | $1.490.045   |
| 3 dicembre 2013   | Los Angeles         | Stati Uniti   | Staples Center                      | 3                  | 13.982 / 13.982                   | $1.954.343   |
| 6 dicembre 2013   | Las Vegas           | Stati Uniti   | MGM Grand Garden Arena              | 3                  | 12.811 / 12.811                   | $1.872.823   |
| 7 dicembre 2013   | Phoenix             | Stati Uniti   | US Airways Center                   | 3                  | 10.752 / 10.752                   | $1.299.545   |
| 9 dicembre 2013   | Dallas              | Stati Uniti   | American Airlines Center            | 3                  | 12.011 / 12.011                   | $1.336.055   |
| 10 dicembre 2013  | Houston             | Stati Uniti   | Toyota Center                       | 3                  | 11.936 / 11.936                   | $1.414.525   |
| 12 dicembre 2013  | Louisville          | Stati Uniti   | KFC Yum! Center                     | 3                  | 14.979 / 14.979                   | $1.746.575   |
| 13 dicembre 2013  | Chicago             | Stati Uniti   | United Center                       | 3                  | 14.005 / 14.005                   | $1.859.745   |
| 14 dicembre 2013  | Saint Louis         | Stati Uniti   | Scottrade Center                    | 3                  | 14.079 / 14.079                   | $1.588.140   |
| 16 dicembre 2013  | Toronto             | Canada        | Air Canada Center                   | 3                  | 14.785 / 14.785                   | $1.906.954   |
| 18 dicembre 2013  | Washington          | Stati Uniti   | Verizon Center                      | 3                  | 14.074 / 14.074                   | $1.605.612   |
| 19 dicembre 2013  | Brooklyn            | Stati Uniti   | Barclays Center                     | 3                  | 27.760 / 27.760                   | $3.695.080   |
| 20 dicembre 2013  | Boston              | Stati Uniti   | TD Garden                           | 3                  | 13.003 / 13.003                   | $1.686.370   |
| 22 dicembre 2013  | Brooklyn            | Stati Uniti   | Barclays Center                     | 3                  | [ 42 ]                            | [ 42 ]       |
| Europa            |                     |               |                                     |                    |                                   |              |
| 20 febbraio 2014  | Glasgow             | Regno Unito   | The SSE Hydro                       | 10                 | 23.850 / 23.850                   | $2.898.560   |
| 21 febbraio 2014  | Glasgow             | Regno Unito   | The SSE Hydro                       | 10                 | 23.850 / 23.850                   | $2.898.560   |
| 23 febbraio 2014  | Birmingham          | Regno Unito   | LG Arena                            | 10                 | 29.006 / 29.006                   | $3.400.510   |
| 24 febbraio 2014  | Birmingham          | Regno Unito   | LG Arena                            | 11                 | 29.006 / 29.006                   | $3.400.510   |
| 25 febbraio 2014  | Manchester          | Regno Unito   | Manchester Arena                    | 10                 | 30.119 / 30.119                   | $3.553.940   |
| 26 febbraio 2014  | Manchester          | Regno Unito   | Manchester Arena                    | 10                 | 30.119 / 30.119                   | $3.553.940   |
| 28 febbraio 2014  | Londra              | Regno Unito   | The O2 Arena                        | 10                 | 99.183 / 99.183                   | $11.385.400  |
| 1º marzo 2014     | Londra              | Regno Unito   | The O2 Arena                        | 10                 | 99.183 / 99.183                   | $11.385.400  |
| 2 marzo 2014      | Londra              | Regno Unito   | The O2 Arena                        | 10                 | 99.183 / 99.183                   | $11.385.400  |
| 4 marzo 2014      | Londra              | Regno Unito   | The O2 Arena                        | 10                 | 99.183 / 99.183                   | $11.385.400  |
| 5 marzo 2014      | Londra              | Regno Unito   | The O2 Arena                        | 10                 | 99.183 / 99.183                   | $11.385.400  |
| 6 marzo 2014      | Londra              | Regno Unito   | The O2 Arena                        | 10                 | 99.183 / 99.183                   | $11.385.400  |
| 8 marzo 2014      | Dublino             | Irlanda       | 3Arena                              | 10                 | 51.100 / 51.100                   | $5.554.170   |
| 9 marzo 2014      | Dublino             | Irlanda       | 3Arena                              | 10                 | 51.100 / 51.100                   | $5.554.170   |
| 11 marzo 2014     | Dublino             | Irlanda       | 3Arena                              | 10                 | 51.100 / 51.100                   | $5.554.170   |
| 12 marzo 2014     | Dublino             | Irlanda       | 3Arena                              | 10                 | 51.100 / 51.100                   | $5.554.170   |
| 15 marzo 2014     | Colonia             | Germania      | Lanxess Arena                       | 10                 | 29.781 / 29.781                   | $2.875.770   |
| 16 marzo 2014     | Colonia             | Germania      | Lanxess Arena                       | 10                 | 29.781 / 29.781                   | $2.875.770   |
| 18 marzo 2014     | Amsterdam           | Paesi Bassi   | Ziggo Dome                          | 10                 | 31.353 / 31.353                   | $2.912.500   |
| 19 marzo 2014     | Amsterdam           | Paesi Bassi   | Ziggo Dome                          | 10                 | 31.353 / 31.353                   | $2.912.500   |
| 20 marzo 2014     | Anversa             | Belgio        | Sportpaleis                         | 10                 | 36.972 / 36.972                   | $3.489.100   |
| 21 marzo 2014     | Anversa             | Belgio        | Sportpaleis                         | 10                 | 36.972 / 36.972                   | $3.489.100   |
| 24 marzo 2014     | Barcellona          | Spagna        | Palau Sant Jordi                    | 10                 | 17.315 / 17.315                   | $1.993.000   |
| 26 marzo 2014     | Lisbona             | Portogallo    | MEO Arena                           | 10                 | 36.051 / 36.051                   | $3.064.960   |
| 27 marzo 2014     | Lisbona             | Portogallo    | MEO Arena                           | 10                 | 36.051 / 36.051                   | $3.064.960   |
| Totale            | Totale              | Totale        | Totale                              | Totale             | 1.928.590 / 1.983.844 (97%)       | $219.229.461 |

## Personale
Direzione artistica
- Beyoncé – direzione artistica, staging, coreografie
- Frank Gatson – direzione creativa
- Tina Knowles – consulente creativo, stilista
- Ty Hunter – stilista

Suga Mama Band
- Cora Coleman-Dunham - batteria
- Rie Tsuji – direttore artistico, tastiere
- Bibi McGill – chitarra
- Katty Rodriguez-Harrold – sassofono
- Crystal J. Torres – tromba
- Lauren Taneil – basso
- Adison Evans – sassofono
- Dani Ivory – tastiere

Vocalists
- Montina Cooper
- Crystal A. Collins
- Tiffany Moníque Riddick

Coreografi
- Jaquel Knight
- Chris Grant

 Assistenti coreografi
- Christian Owens
- Sean Bankhead
- Les Twins
- Dana Foglia
- Mishai Peyronelli
- Bianca Li
- Darrell Grand Moulfree
- Amy Hall Garner
- Sheryl Murakami
- Michelle Robinson
- Anthony Burrell
- Denee (Dnay) Baptise
- James Alsop
- Jefferey Page

Sicurezza
- Julius DeBoer – capo sicurezza di Beyoncé
- Kelly Samlelen
- Bob Fontenot

Ballerini
- Ashley Everett
- Kimmie Gipson
- Amandy Fernandez
- Hannah Douglass
- Sarah Burns
- Hajiba Fahmy
- Tanesha "KSYN" Cason
- Kim Gingras
- Denee (Dnay) Baptiste

Tour management
- Alan Floyd – tour manager
- Marlon Bowers – assistente tour manager
- Larry Beyince – assistente
- Daniel Kernan – contabile
- Josh Katzman – contabile